# Tào Tĩnh công
Tào Tĩnh công (chữ Hán: 曹靖公; trị vì: 505 TCN-502 TCN), tên thật là Cơ Lộ (姬露), là vị vua thứ 25 của nước Tào – chư hầu nhà Chu trong lịch sử Trung Quốc.
Cơ Lộ là con thứ của Tào Bình công – vua thứ 21 nước Tào, em của Tào Điệu công và Tào Thanh công – vua thứ 22 và 23 nước Tào.
Năm 510 TCN, vua anh Tào Thanh công bị chú là Cơ Thông sát hại cướp ngôi, tức là Tào Ẩn công.
Năm 506 TCN, Cơ Lộ giết Tào Ẩn công lên làm vua, tức là Tào Tĩnh công.
Sử sách không ghi chép sự kiện xảy ra liên quan tới nước Tào trong thời gian ông làm vua.
Năm 502 TCN, Tào Tĩnh công qua đời. Ông ở ngôi được 4 năm. Con ông là Tào Bá Dương lên nối ngôi.